# Rabka Zaryte
Rabka Zaryte – stacja kolejowa w Zarytem (części miasta Rabki-Zdrój), w województwie małopolskim w Polsce.
Obecnie stacja jest używana tylko do przejazdów pociągami retro realizowanymi przez Skansen taboru kolejowego w Chabówce oraz w czasie zamknięć torowych na północ od Nowego Sącza. Pierwszy budynek stacyjny (wzniesiony w stylu galicyjskim – jak dworzec w Mszanie Dolnej) został zniszczony przez wycofujących żołnierzy niemieckich na przełomie 1944/1945 r. Odbudowany po wojnie drewniany budynek spalił się w pożarze w 1992 r.
Stacja posiada sygnalizację kształtową wyjazdową, natomiast semafory wjazdowe są świetlne. Sterowanie ruchem na stacji odbywało się z nastawni dysponującej "RZ" (głowica wschodnia) oraz wykonawczej "RZ1" (głowica zachodnia).
Działał tutaj kamieniołom z czterema bocznicami, na których dokonywano załadunku i przeładunku urobku.
W 2007 roku stacja ta była centralnym miejscem Parowozjady.
Stacja leży na Turystycznym Szlaku Kolejowym Przez Karpaty.